# Jan Stefan Stoiński
Jan Stefan Stoiński (ur. 1884 w Górce Pabianickiej w powiecie łaskim  – zm. 21 listopada 1926 w Warszawie) – polski ekonomista, urzędnik, minister.
Studiował na Uniwersytecie Jagiellońskim, gdzie ukończył ekonomię i socjologię.
1 listopada 1918 został naczelnikiem wydziału w resorcie aprowizacji. 1 sierpnia 1920 został wicedyrektorem Urzędu Artykułów Pierwszej Potrzeby, a następnie - wicedyrektorem Urzędu Zaopatrzenia Pracowników Państwowych. 
Od 21 czerwca 1921 do 11 lipca 1921 był tymczasowym kierownikiem resortu aprowizacji w rządzie Wincentego Witosa, zaś od 24 września 1921 do 5 marca 1922 był ministrem tegoż resortu w rządzie Antoniego Ponikowskiego.
W 1922 był dyrektorem Biura Statystycznego Polskiej Dyrekcji Ubezpieczeń w Warszawie.

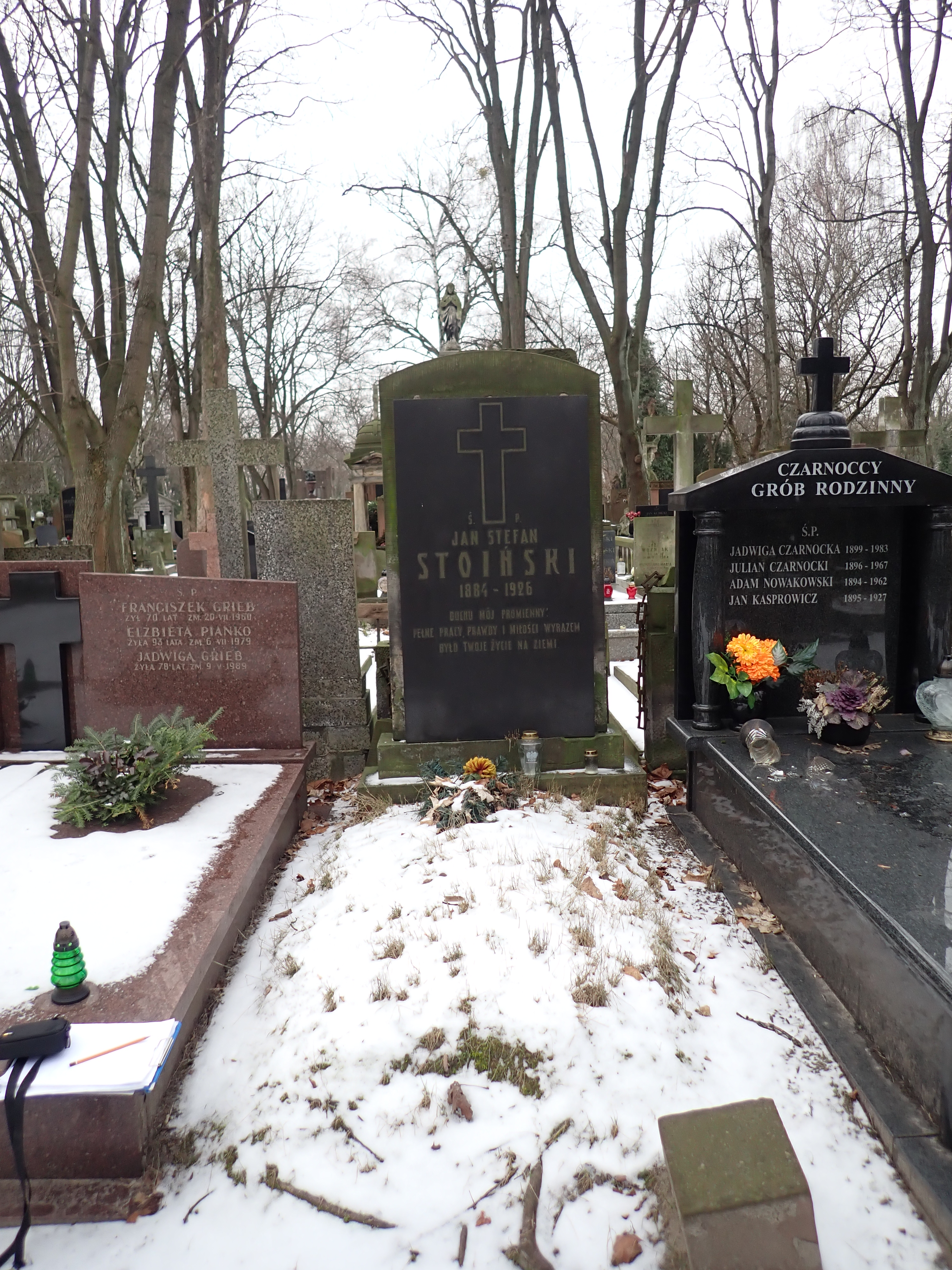
Grób Jana Stoińskiego na Starych Powązkach w Warszawie przed renowacją

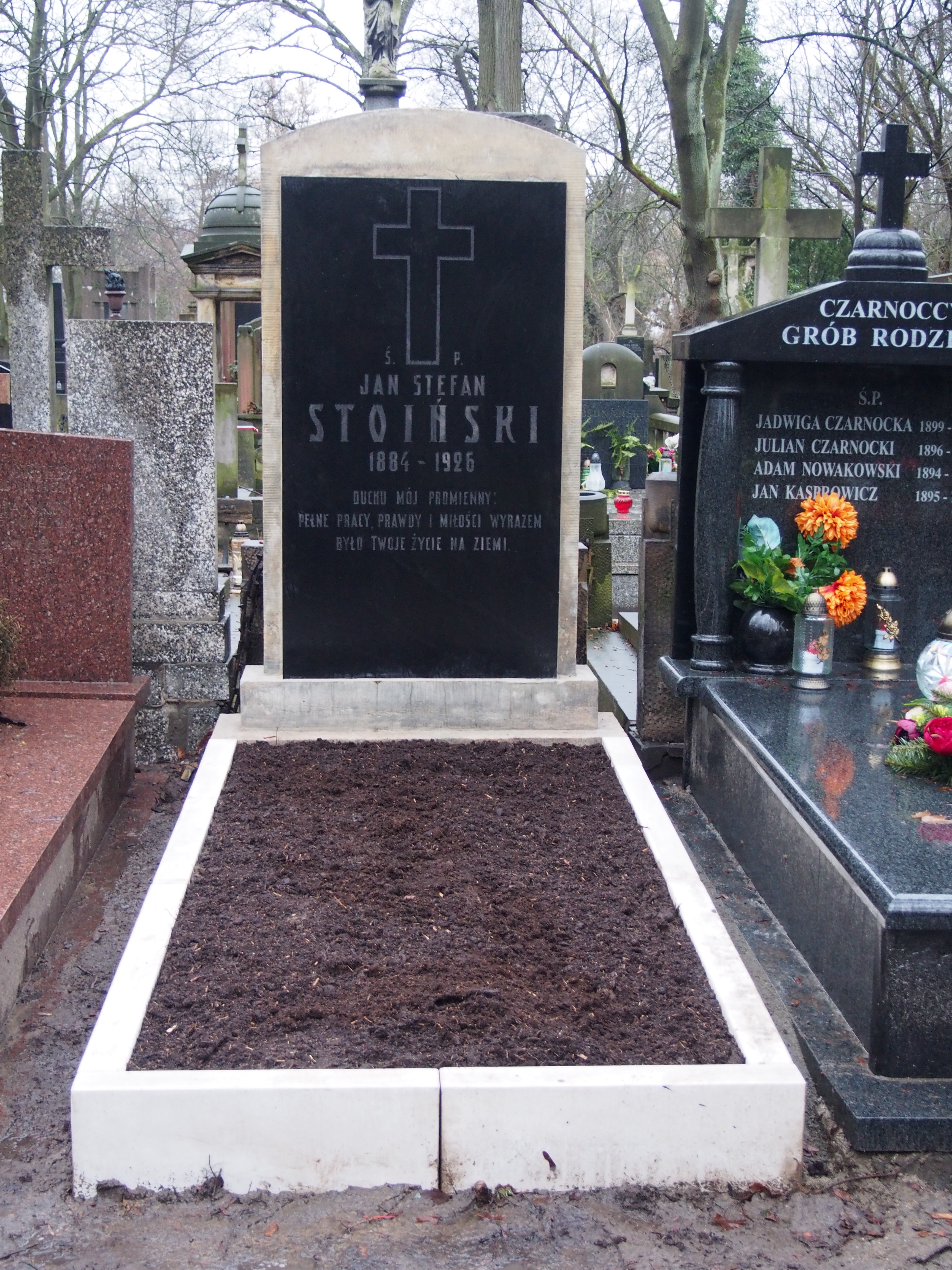
Grób Jana Stoińskiego na Starych Powązkach w Warszawie po renowacji

Pochowany na cmentarzu Powązkowskim w Warszawie (kwatera 225, rząd 1 miejsce 29).
W 2022 roku z inicjatywy Premiera RP Mateusza Morawieckiego grób ministra Stoińskiego został odrestaurowany. Cały projekt był realizowany przez Fundację Stare Powązki we współpracy z Kancelarią Prezesa Rady Ministrów.